# Franz Bauer

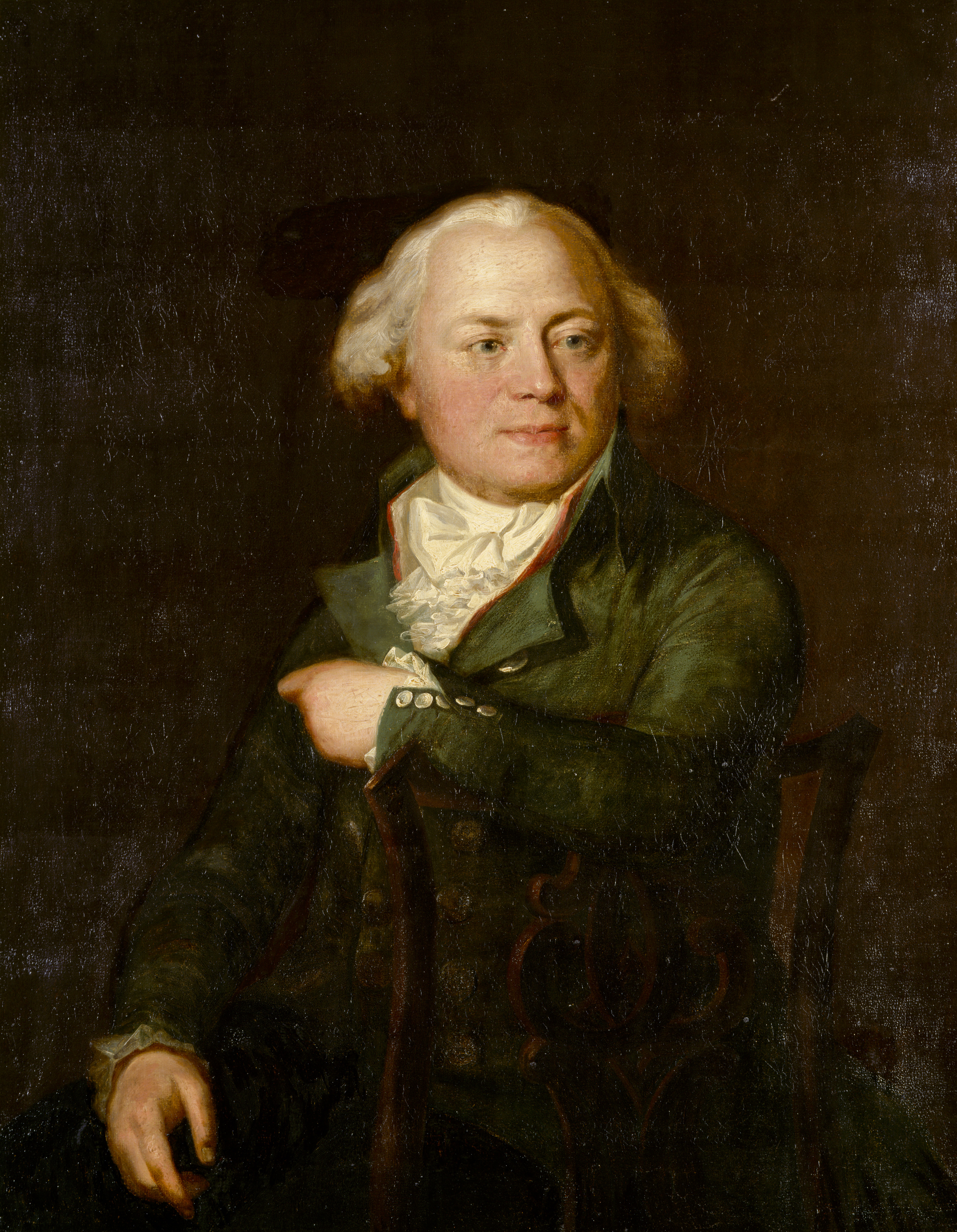
Franz (Francis) Bauer

Franz Andreas Bauer (Feldsberg, 1758 - ) was een botanisch kunstenaar die veel tot dan toe onbekend bloemen, planten en bomen tekende. Franz (die zich in Groot-Brittannië Francis liet noemen) werkte vooral vanuit de Londense Kew gardens waar hij planten die door wetenschapper op hun ontdekkingsreizen werden meegenomen onder de microscoop bekeek en vervolgens tekende. Franz Bauer is de broer van de botanisch kunstenaar Ferdinand Bauer.
Vader Lukas Bauer (1708-1762) was de hofschilder van de prins van Liechtenstein. Na zijn dood in 1762 voedde moeder Theresa Bauer (1730-1791) Franz en zijn zus en drie broers op. Zij leerde Franz en Ferdinand de eerste beginselen van het tekenen. Later werd hun tekenonderwijs overgenomen door Norbert Boccius, sub-prior van het klooster in Feldsberg. Vanaf 1781 volgde Franz samen met zijn broer Ferdinand aan de Academie van beeldende kunsten In Wenen kwamen ze in contact met plantkundige Nikolaus Joseph von Jacquin hoogleraar aan de Academie en directeur van de hortus botanicus van Wenen. In 1788 begeleidde Franz de zoon van Jacquin - Joseph Franz - op een botanische reis door Europa. In Engeland werd hij overgehaald door Joseph Banks, de voorzitter van de Royal Society en adviseur van de Britse koning om in Kew gardens aan de slag te gaan als wetenschappelijk, botanisch tekenaar.